# Oxira guadarramensis
Oxira guadarramensis là một loài bướm đêm trong họ Noctuidae.